# Myristica kjellbergii
Myristica kjellbergii är en tvåhjärtbladig växtart som beskrevs av W.J. de Wilde. Myristica kjellbergii ingår i släktet Myristica och familjen Myristicaceae. Inga underarter finns listade i Catalogue of Life.